# Louis Ernest Ducos de La Hitte
Pour les articles homonymes, voir Cos, Ducos, La Hitte, Lahitte et Hitte.
Ernest-Louis-Charles Ducos de La Hitte, né le 8 novembre 1828 au 32 rue de Rivoli à Paris et décédé le 27 octobre 1904 au château de la Tillière à Mahéru dans l'Orne, polytechnicien (X1848), général de division d'artillerie, inspecteur général des armées, est un militaire français des XIXe et XXe siècles.

## Biographie
Ernest-Louis-Charles Ducos de La Hitte est issu d'une famille noble de Gascogne,, connue depuis Odet Ducos, vivant en 1250. Cette famille possédait, avant la Révolution française, les titres de comte de La Hitte et de Montaut, premiers barons de Fezensac et d'Armagnac : elle a donné plusieurs gentilshommes ordinaires de la chambre du roi, des gouverneurs de place et des « officiers distingués ».

## État de service
- Général de brigade (25 septembre 1877) ;
- Mis en disponibilité (25 septembre 1877 - 11 octobre 1877) ;
- Commandant de l'artillerie du 11e corps d'armée (11 octobre 1877 - 5 mai 1885) ;
- Général de division (5 mai 1885) ;
- Inspecteur général du 2e arrondissement  d'artillerie (1er mai 1885 - 31 décembre 1886) ;
- Mis en disponibilité (1er janvier 1887 - 1er avril 1887) ;
- Inspecteur général des troupes et établissements de l'artillerie et du train en Algérie et en Tunisie (1er avril 1887 - 31 décembre 1887) ;
- Membre du Comité consultatif des poudres et salpêtres (20 janvier 1888 - 8 novembre 1893) ;
- Inspecteur général de l'artillerie et du train dans les 1re et 2e régions et le gouvernement militaire de Paris (22 mai 1888 - 31 décembre 1888) ;
- Membre du Comité technique de l'artillerie (12 août 1888 - 8 novembre 1893) ;
- Inspecteur général du 1er arrondissement d'artillerie (11 avril 1889 - 31 décembre 1893) ;
- Président du Comité technique de l'artillerie et du Comité consultatif des poudres et salpêtres (30 avril 1889 - 8 novembre 1893) ;
- Placé dans la section de réserve (8 novembre 1893).

## Distinctions
|  | Médaille commémorative de la campagne d'Italie (1859) |

- Légion d'honneur[4] :
  - Chevalier (28 décembre 1854), puis,
  - Officier (17 juin 1859), puis,
  - Commandeur (28 décembre 1888), puis,
  - Grand officier de la Légion d'honneur (30 décembre 1892) ;
- Médaille commémorative de la campagne d'Italie (1859).

 Royaume-Uni de Grande-Bretagne et d'Irlande
- Médaille commémorative de Crimée.

## Ascendance et postérité
Louis Ernest Charles du Cos de La Hitte était l'unique fils survivant de Jean-Ernest Ducos, vicomte de La Hitte (1789-1878), général et homme politique français, ministre des Affaires étrangères dans le Gouvernement Hautpoul, puis sénateur du Second Empire et de Jane-Cécilia Cotter (en) (°1er décembre 1800 - Londres (Angleterre) † 12 octobre 1839 - Besançon, Doubs)
- Il épousa, le 29 avril 1863 à Mahéru (Orne), Caroline-Marie-Louise, dite « Françoise » (11 juin 1841- 31 janvier 1930), fille de Raymond Louis, marquis Férault de Falandre. Ensemble, ils eurent :
  - Ernest Marie Charles (°1er mars 1864 ✝ 13 mars 1942), marié, le 24 avril 1906 avec sa cousine Marie Louise Férault de Falandre (1882-1942), dont :
    - Ernest Marie Henri François (°14 mars 1907 ✝ 11 novembre 1987), ingénieur ECP, marié le 22 juin 1934 avec Colette Bureau, dont postérité ;
    - Marguerite (°22 février 1908 ✝ 20 juillet 1992), mariée le 24 mai 1938 avec le baron Robert Decouz (1904-1967), dont postérité ;
    - Paul (°20 juillet 1909 ✝ 16 décembre 1983 ), officier général, commandeur de la Légion d'honneur, auteur d'une plaquette sur son arrière-grand-père le Lieutenant-Général Ernest de La Hitte, marié le 3 octobre 1933 avec Georgine van Crombrugge (1913-2005), dont postérité ;
    - Henry (°13 mai 1921 ✝ 16 avril 1993), marié en 1946 avec Cécile Beaulaton (1920-2002), dont postérité ;

  - Raymond (°1866 ✝ 1948), marié avec Madeleine de Bertier de Sauvigny

La descendance du vicomte de La Hitte compte parmi les familles subsistantes de la noblesse française.